# Hatikvah
HaTikvah (in ebraico התקוה‎?, La Speranza) è l'inno nazionale israeliano.
Il testo fu scritto da Naftali Herz Imber (1856-1909), un ebreo galiziano laico e proto-sionista (Hovevei Zion o Hibbat Zion) che emigrò in terra d'Israele nel 1882.
Il tema musicale, di origine popolare, utilizzato già nel XV secolo ne il Ballo di Mantova di Giuseppe Cenci o Giuseppino del Biado, trova una sua ripresa colta nella variazione n. 8 delle "Dodici variazioni in do maggiore sulla canzone francese "Ah, vous dirai-je Maman" KV 265 (300e)" di Wolfgang Amadeus Mozart.

## Storia
Il testo, scritto come poesia nel 1877 e intitolato Tikvatenu ("nostra speranza"), mentre Imber era ospite presso la città di Iași, Romania, fu pubblicato nel 1886 nella raccolta Barkai ("Stella del mattino"). La poesia è composta di nove strofe intervallate da un ritornello: nell'inno si cantano la prima strofa e il ritornello.
HaTikva esprime la speranza del popolo ebraico di tornare un giorno nella terra dei propri avi come profetizzato nella Bibbia. Il popolo ebraico fu esiliato da Israele nel 70 d.C. dall'esercito romano guidato da Tito, che distrusse la città ed il Tempio di Gerusalemme. Durante i due millenni di esilio, il popolo ebraico pregava in modo speciale ogni giorno per il ritorno in Israele, rivolgendosi ad est nella direzione di Gerusalemme. Il monte Sion rappresenta Israele e Gerusalemme.
La melodia fu adattata nel 1888 da Samuel Cohen (1870-1940), un immigrato rumeno, sulla base del tema musicale di lingua romena (Oi Scha o Carul cu Boi) da cui Cohen proveniva. Un altro probabile riferimento consapevole di Cohen fu il notissimo tema (1874) della Moldava di Bedřich Smetana (1824-1884), che a sua volta probabilmente la trasse da una versione svedese (Ack, Värmeland) della canzone italiana. Sono state notate tracce della Mantovana anche nella melodia sefardita della preghiera dell'hallel e in una canzone popolare yiddish. Si tratta di una melodia in scala minore, fatto insolito per un inno nazionale, e in contrasto con il titolo.
Tikvatenu (completo) fu cantato nel 1901 dai delegati del 5º Congresso Sionista mondiale, ma già dal successivo si affermò l'uso attuale. Inizialmente osteggiato dal sionismo religioso per la laicità del testo, fu adottato come inno ufficiale del movimento sionista solo nel 18º Congresso Sionista (1933).
Dopo la costituzione dello Stato d'Israele nel 1948, HaTikva divenne l'inno nazionale de facto. Venne proclamato ufficialmente inno nazionale dello Stato d'Israele solo nel novembre 2004, quando la Knesset (parlamento israeliano) approvò una modifica alla Legge Fondamentale "Bandiera e Stemma dello Stato", ora chiamata "Bandiera, Stemma dello Stato ed Inno Nazionale".

## Testi e melodia
| Testo in ebraico | Traslitterazione latina | Traduzione in italiano |
| --- | --- | --- |
| כָל עוד בלבב פנימה נפש יהודי הומייה, ולפאֲתי מזרח קדימה עין לציון צופייה; עוד לא אבדה תקותנו, התקווה בת שנות אלפיים, להיות עם חופשי בארצנו ארץ ציון וירושלים. להיות עם חופשי בארצנו ארץ ציון וירושלים. | Kol od balevav penimah Nefesh Yehudi homiyah Ulfa'atey mizrach kadimah Ayin leTzion tzofiyah Od lo avdah tikvatenu Hatikvah bat shnot alpayim L'hiyot am chofshi beartzeinu Eretz Tzion v'Yerushalayim L'hiyot am chofshi beartzeinu Eretz Tzion v'Yerushalayim | Finché dentro il cuore, l'Anima Ebraica anela e verso l'oriente lontano, un occhio guarda a Sion, non è ancora persa la nostra speranza, la speranza due volte millenaria, di essere un popolo libero nella nostra terra, la terra di Sion e Gerusalemme. di essere un popolo libero nella nostra terra, la terra di Sion e Gerusalemme. |